# Wing Commander IV: The Price of Freedom
Wing Commander IV: The Price of Freedom è un videogioco della serie di simulatori di volo fantascientifici Wing Commander. Il videogioco come i predecessori è stato sviluppato dall'Origin Systems, ed è stato immesso sul mercato nel 1995.
Come il predecessore il videogioco è stato il più costoso videogioco dell'epoca, con 12 milioni di dollari di budget. La maggior parte del budget è servita per pagare la realizzazione delle scene filmate che compongono la trama del videogioco. Il gioco richiese 6 CD-ROM e in seguito venne commercializzata anche una versione su DVD-ROM per i primi computer dotati di lettore. Del gioco su DVD esistevano due versioni, una era su DVD a singolo strato ed era il gioco originale inserito su DVD, mentre la versione che utilizzava il DVD a doppio strato aveva i filmati ricodificati con MPEG-2 in modo da fornire una migliore qualità video.
Il videogioco include molte sequenze animate che possono ramificarsi a seconda delle scelte del protagonista. Le scelte del protagonista influenzano il morale della squadra e l'intera trama. Come ufficiale comandante il giocatore può decidere quale mezzo utilizzare, come armarlo e con chi volare come compagno.
Questo è il primo Wing Commander con la presenza di wingman (compagno di volo) "eliminabili". Questi wingman non hanno un carattere molto definito e non sono importanti per la trama, tant'è che possono essere uccisi in combattimento senza compromettere il gioco, a differenza dei precedenti Wing Commander dove i wingman erano i piloti della squadra che avevano una loro personalità definita ed interagivano nella trama. I personaggi della squadra se colpiti si eiettano e si salvano a meno che la loro morte non sia prevista dalla trama.
Il libro basato sulla trama del videogioco è stato scritto da William R. Forstchen e Ben Ohlander il 1º ottobre 1996.

## Trama
2673, il colonnello Christopher Blair si è congedato dall'esercito e ora vive come semplice contadino su un pianeta di periferia, ma nuovi eventi stanno destabilizzando la fragile pace ottenuta dalla Confederazione Terrestre dopo la vittoria contro gli alieni Kilrathi.
Numerosi convogli civili della confederazione sono stati attaccati da un'altra fazione umana chiamata "Border Worlds" che durante la guerra contro i Kilrathi era alleata della Confederazione terrestre, ora Paladin divenuto Senatore della Grande assemblea della Confederazione terrestre, assegna all'ammiraglio Tolwyn l'incarico di investigare su questi attacchi e da tempo all'ammiraglio Tolwyn due settimane per consegnare le sue conclusioni e all'assemblea per decidere la pace o la guerra.